# Heracles arquero
Heracles arquero , realizada en 1909, es la escultura más conocida del escultor Antoine Bourdelle. Representa uno de los doce trabajos de Heracles, en el que debe abatir los pájaros del Estínfalo.
Surgió a partir de un encargo del financiero y mecenas Gabriel Thomas. La obra inicialmente iba a ser de un solo ejemplar según los deseos de Gabriel Thomas. Presentada en el Salón de la Sociedad Nacional de las Bellas Artes de 1910, la escultura de bronce dorado causó sensación.

## Composición

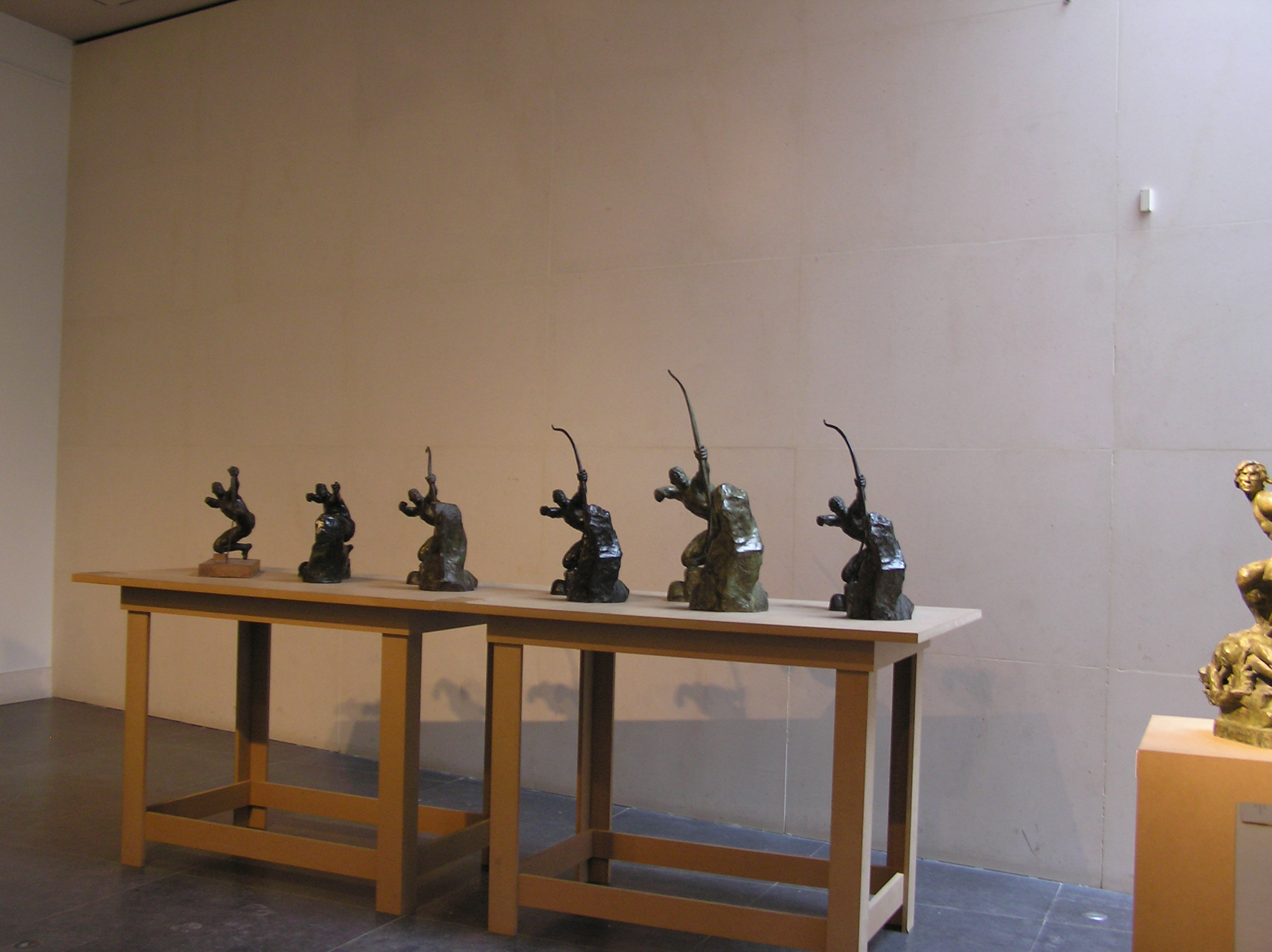
Los seis estudios de 1909
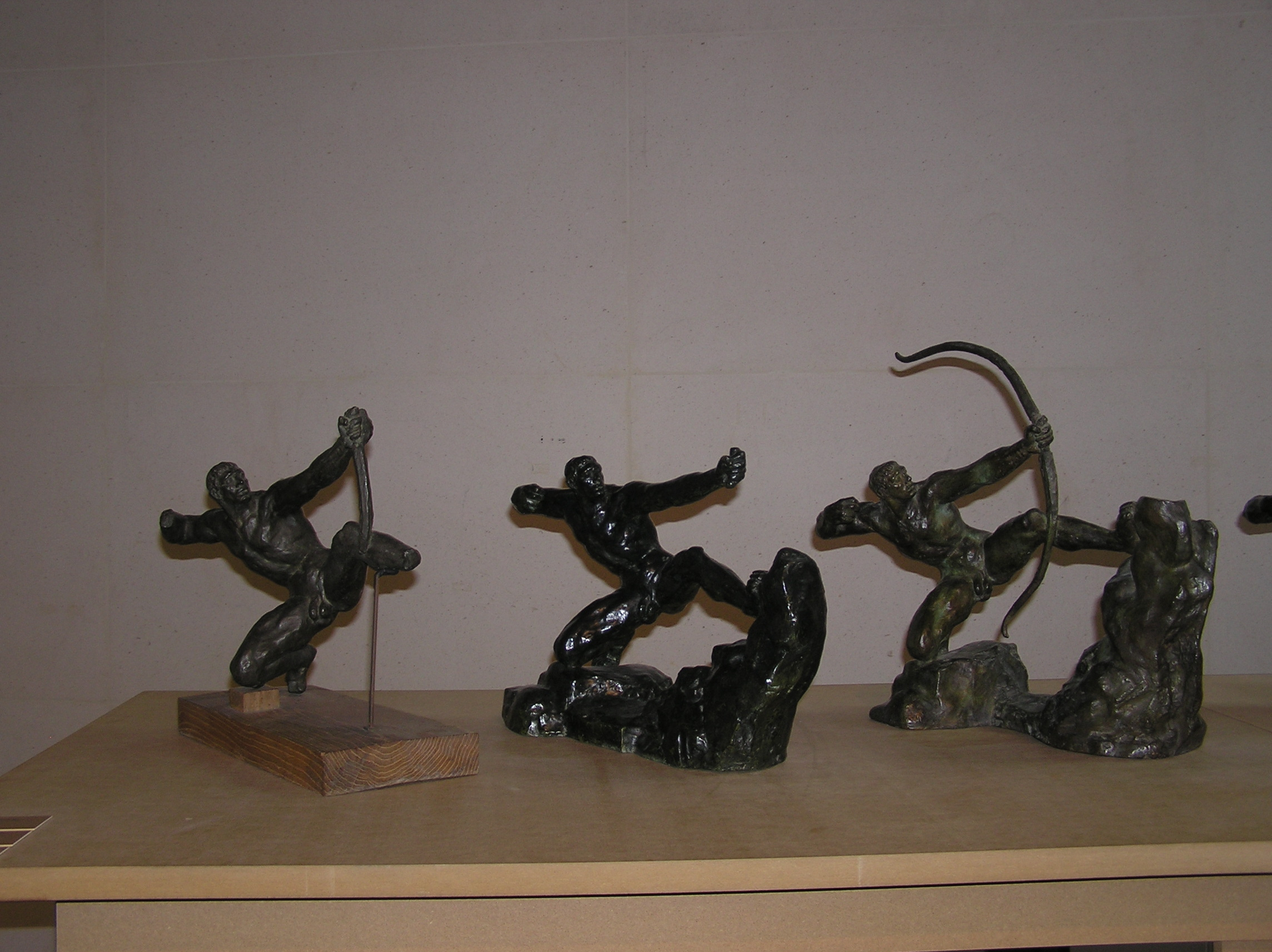
Los tres primeros estudios
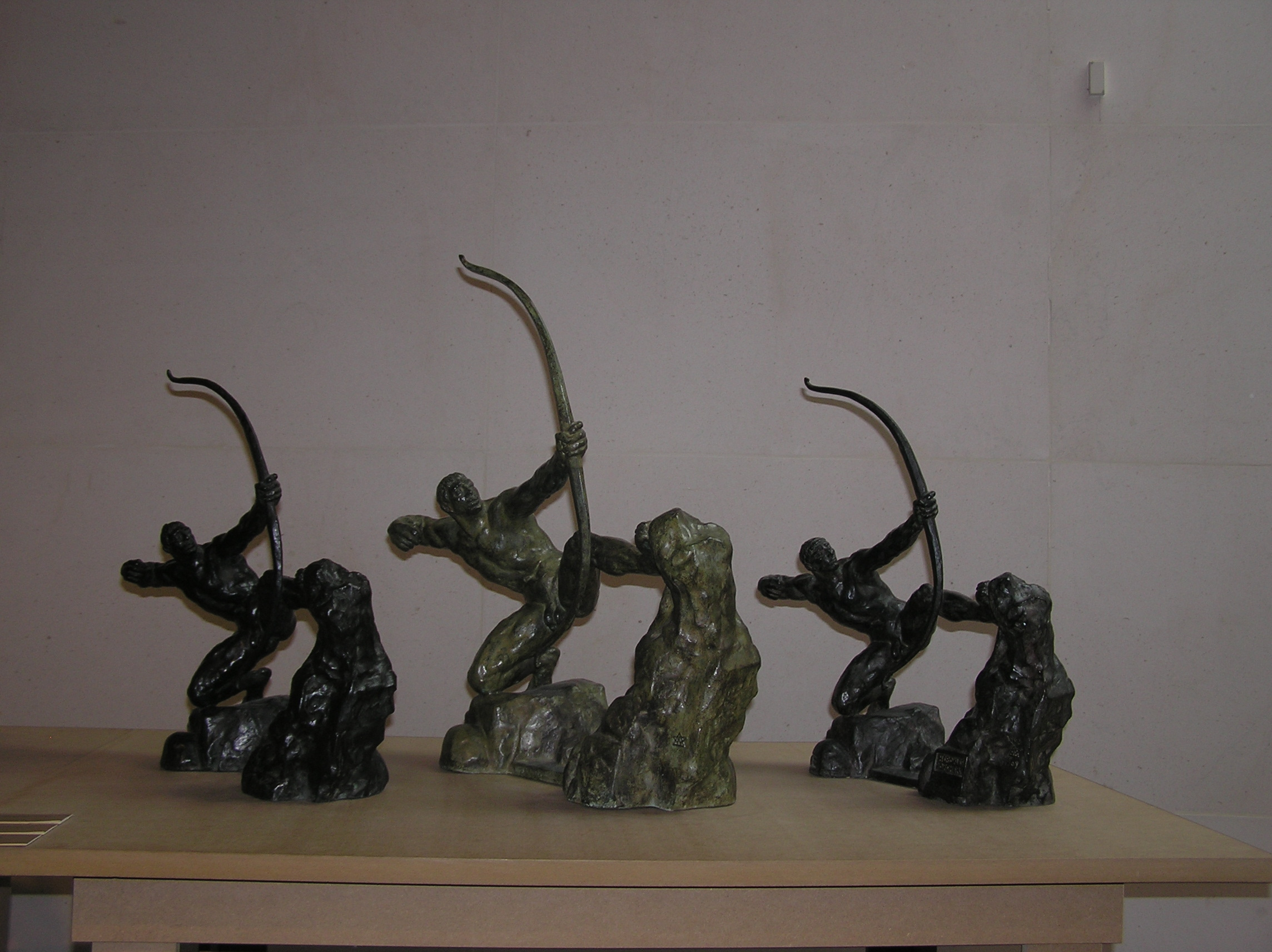
Los estudios siguientes

## Galería
- Wikimedia Commons alberga una categoría multimedia sobre Héraklès archer.

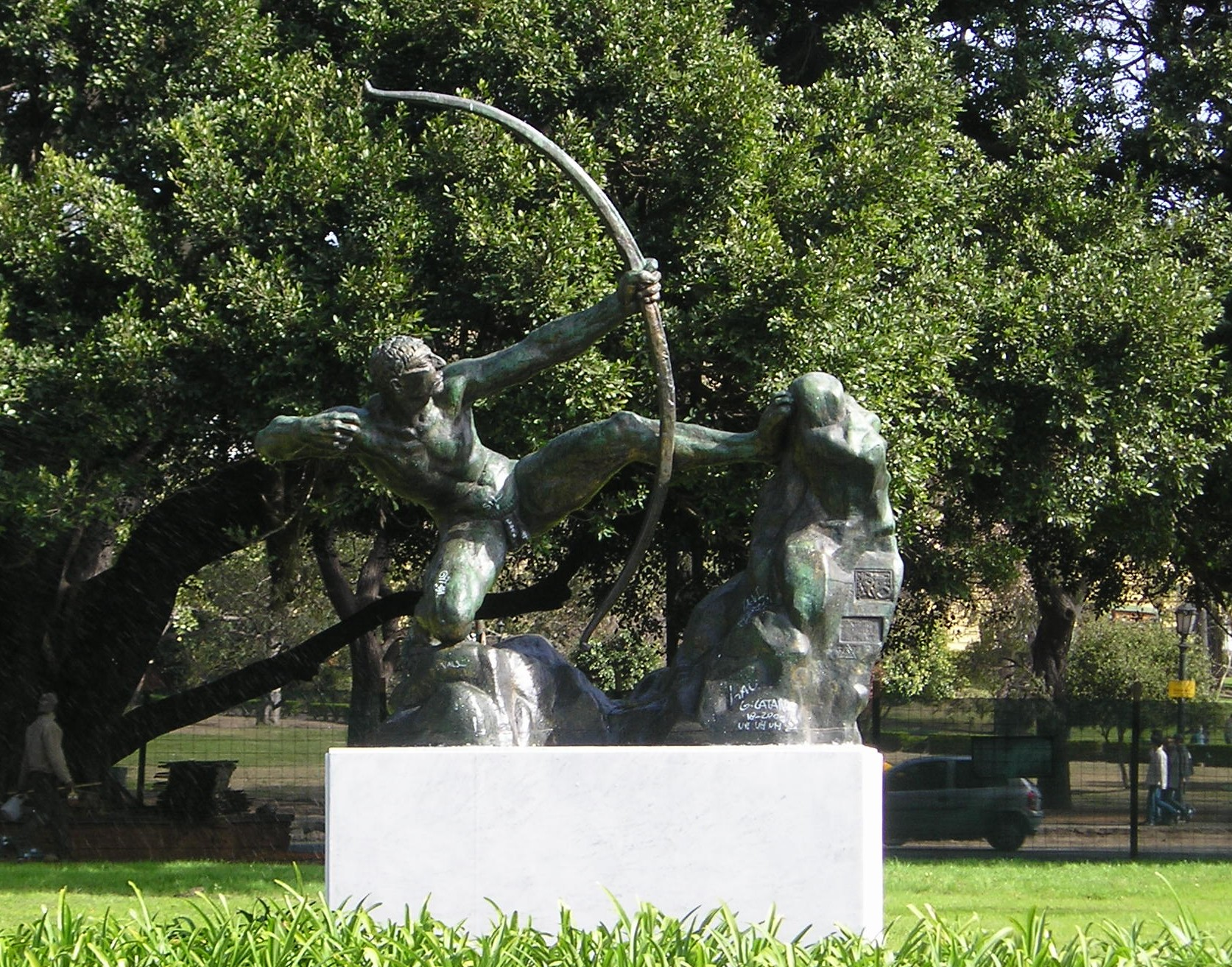
El arquero, en bronce, en la Plaza Dante de Buenos Aires
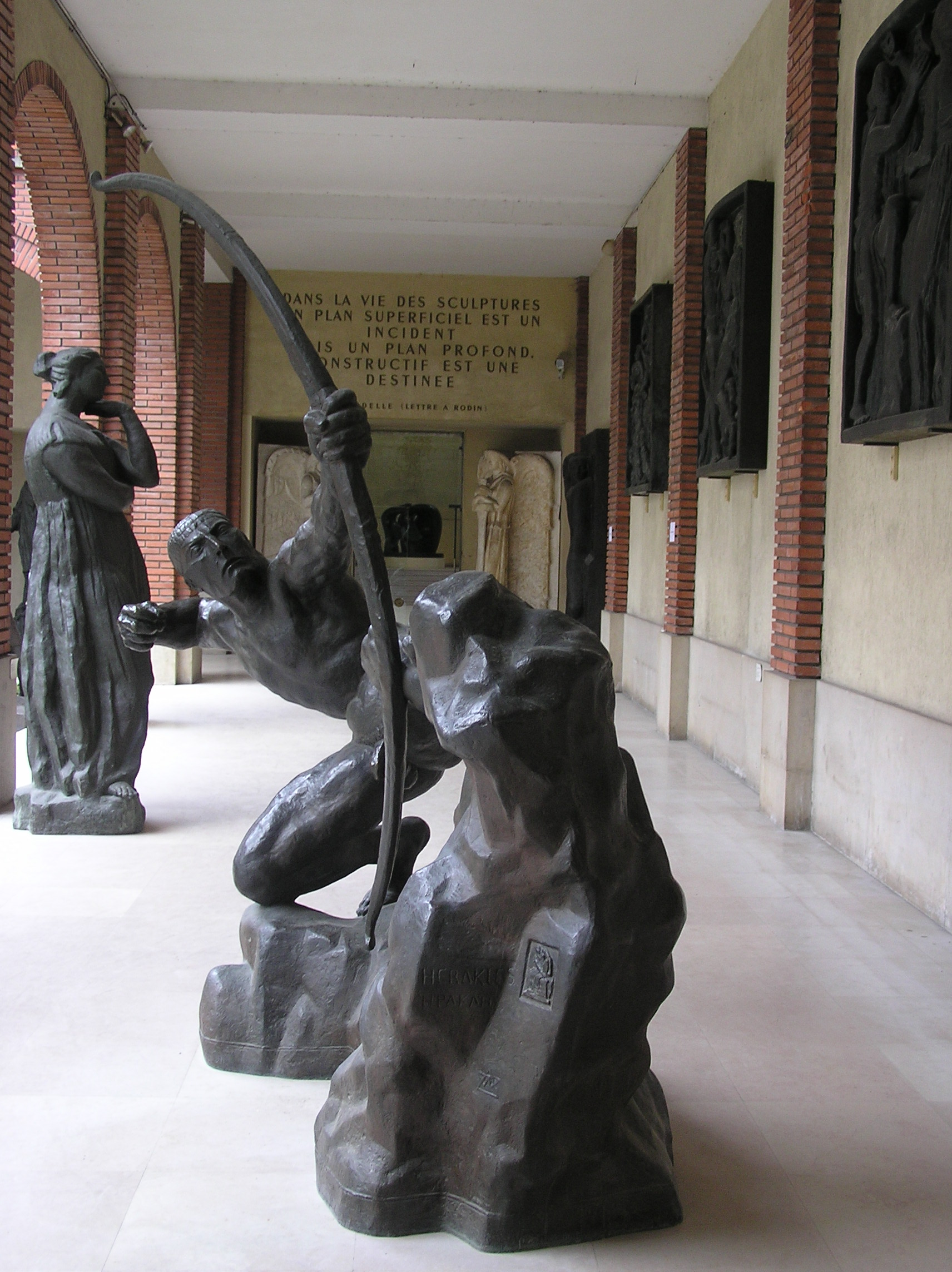
Heracles arquero en bronce en el museo Bourdelle de París
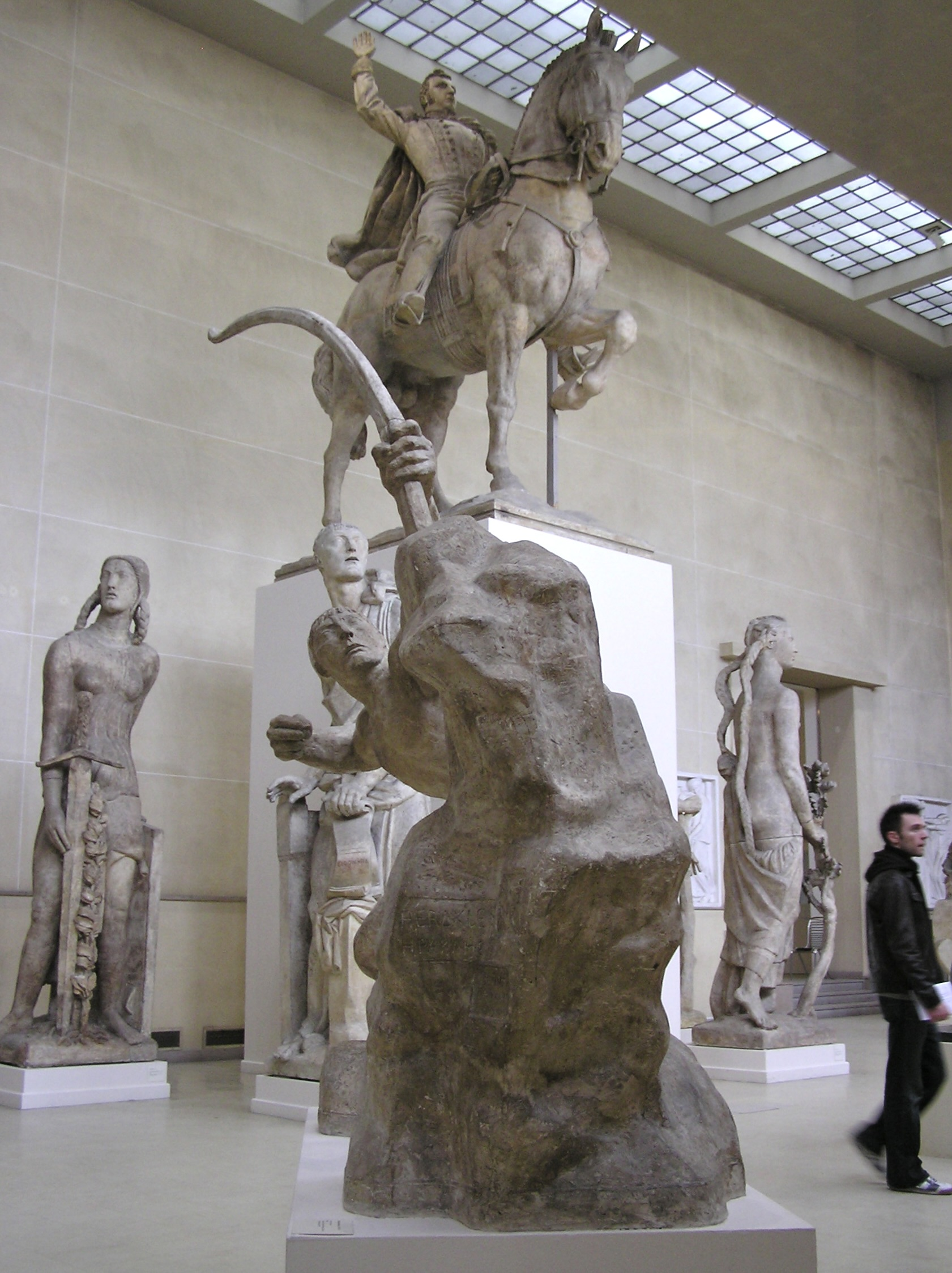
Sala de los yesos del Museo Bourdelle en París
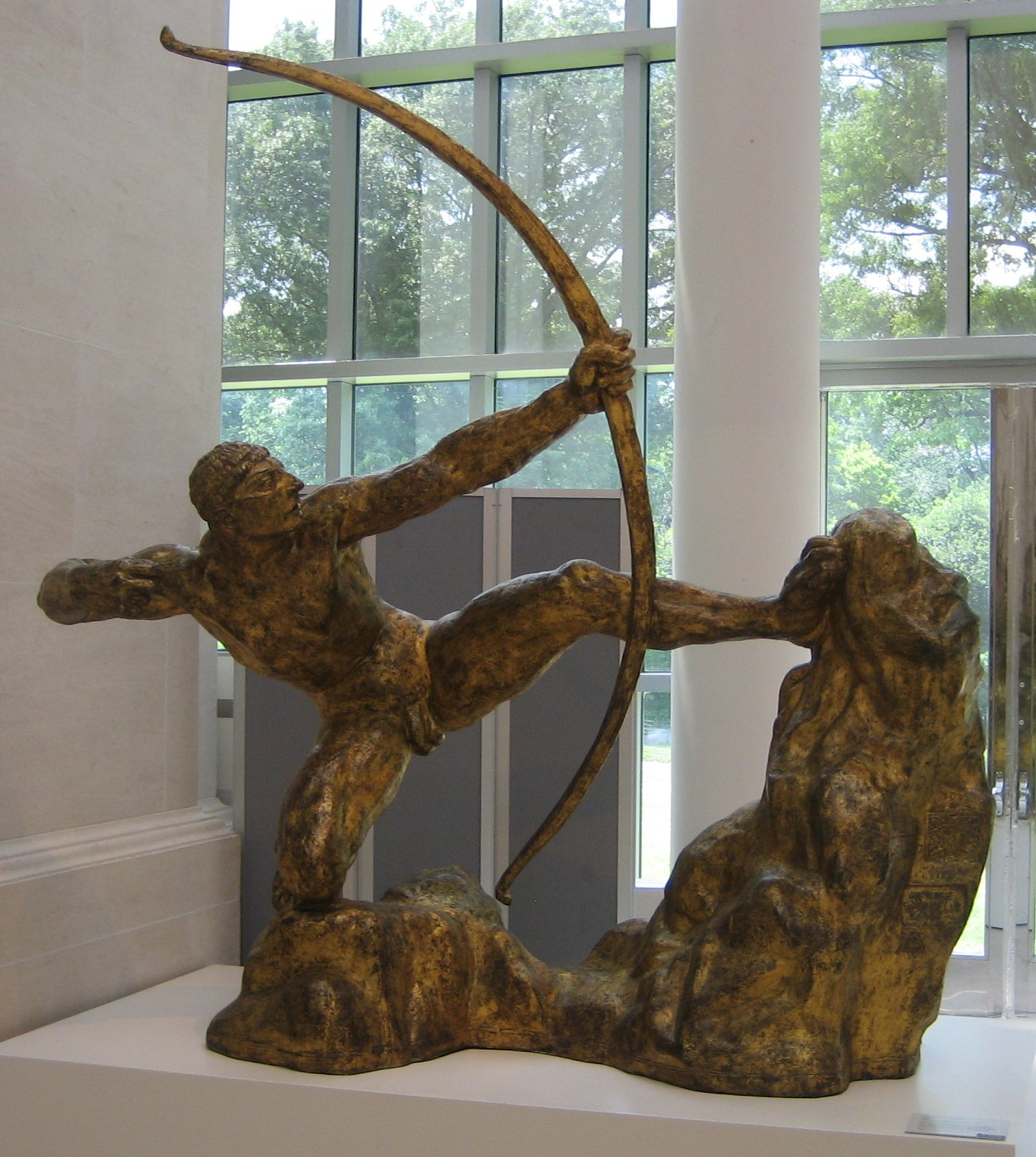
Heracles arquero en Nueva York, Metropolitan Museum en bronce dorado
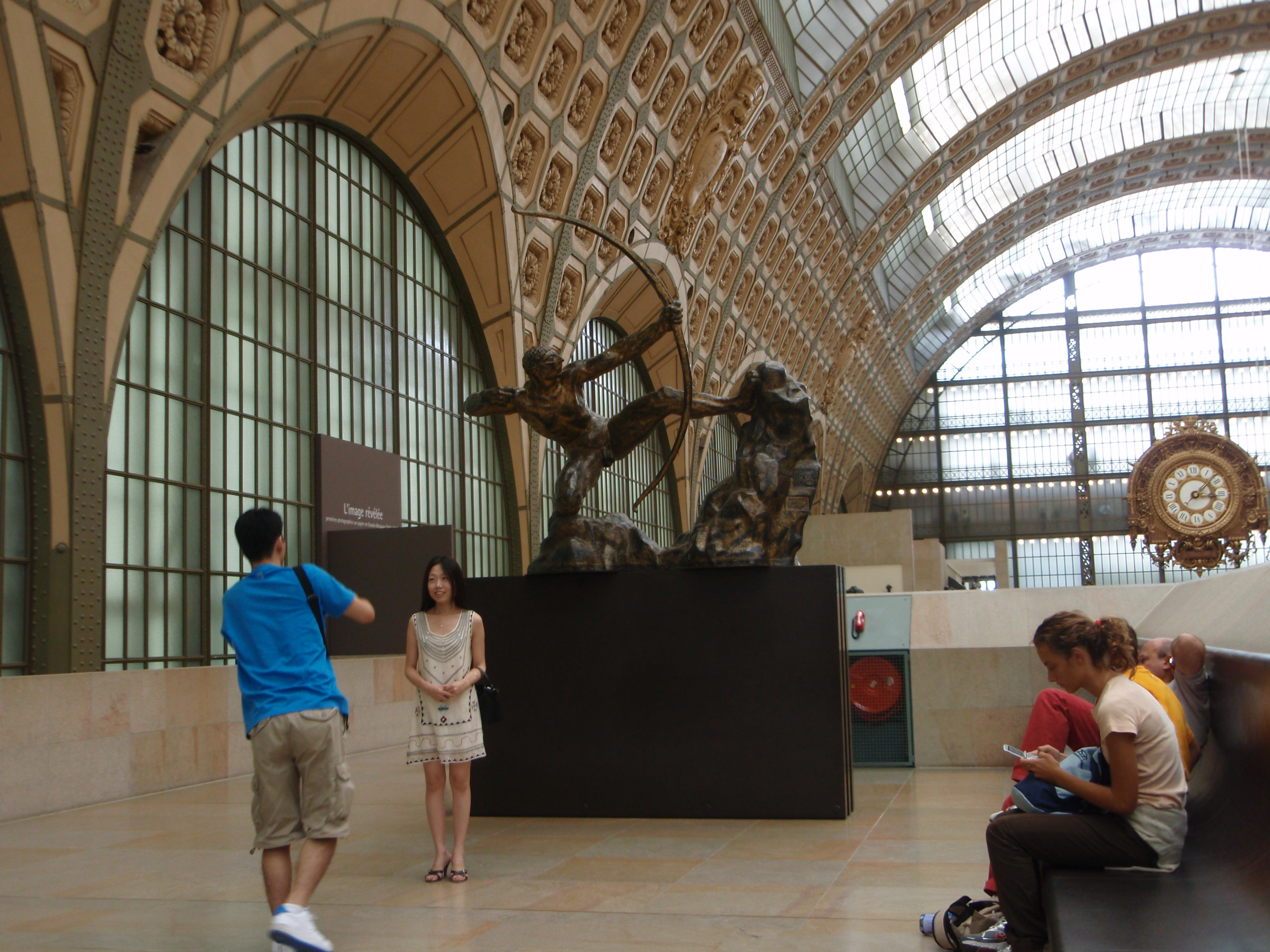
Heracles arquero en Paris en el Museo de Orsay
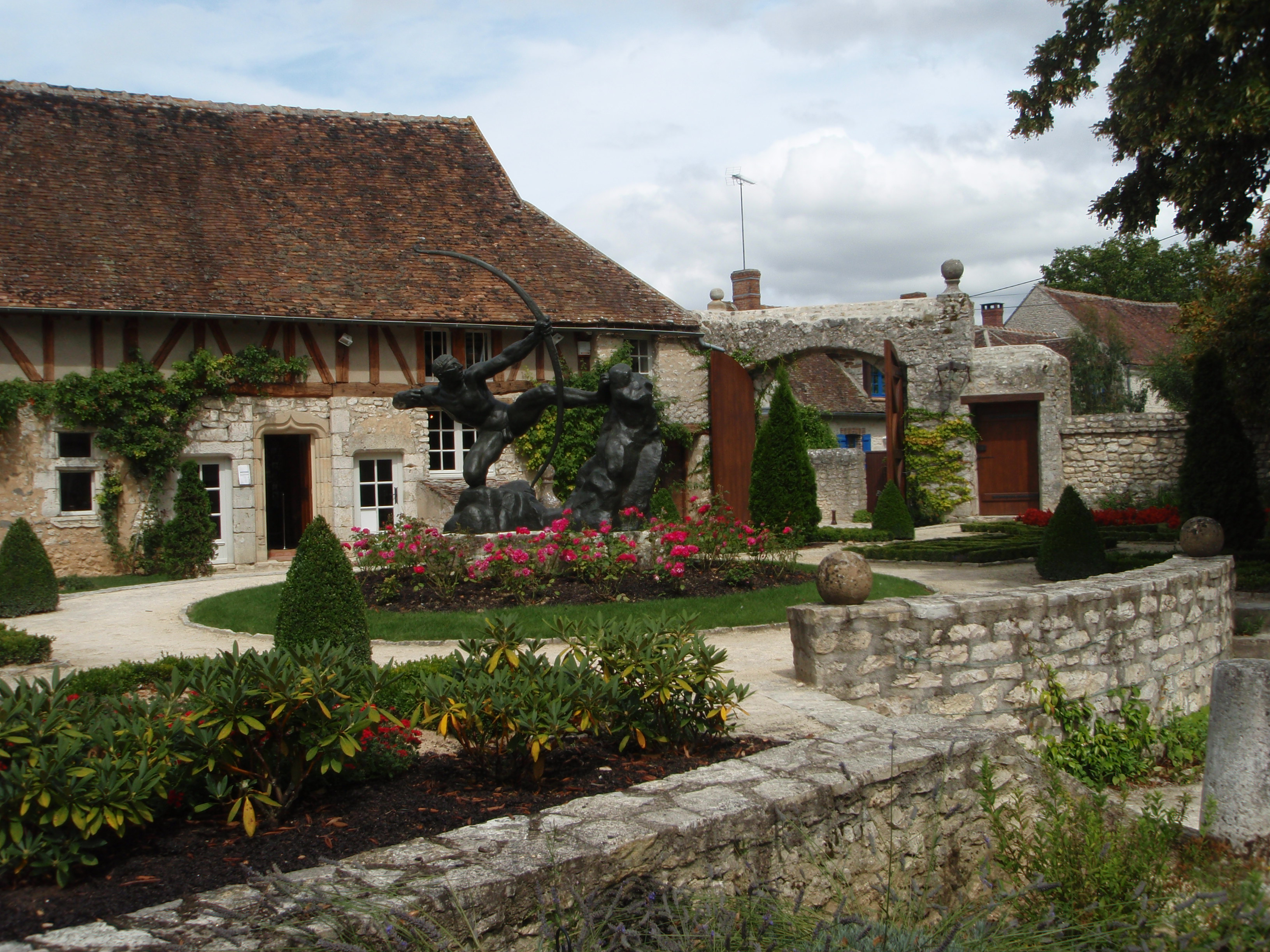
Heracles arquero en el Jardin Musée d'Égreville, bronce
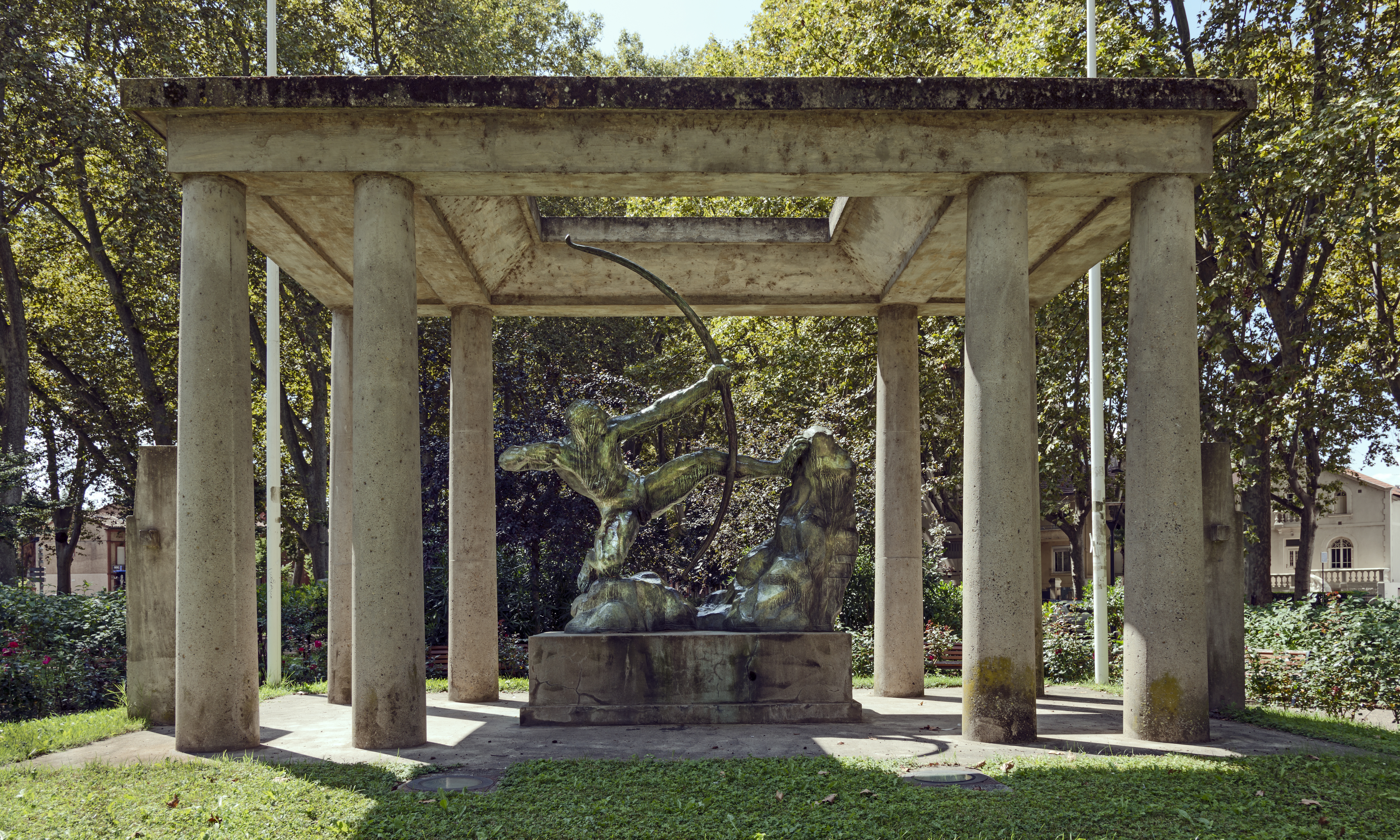
El Heracles arquero de Toulouse
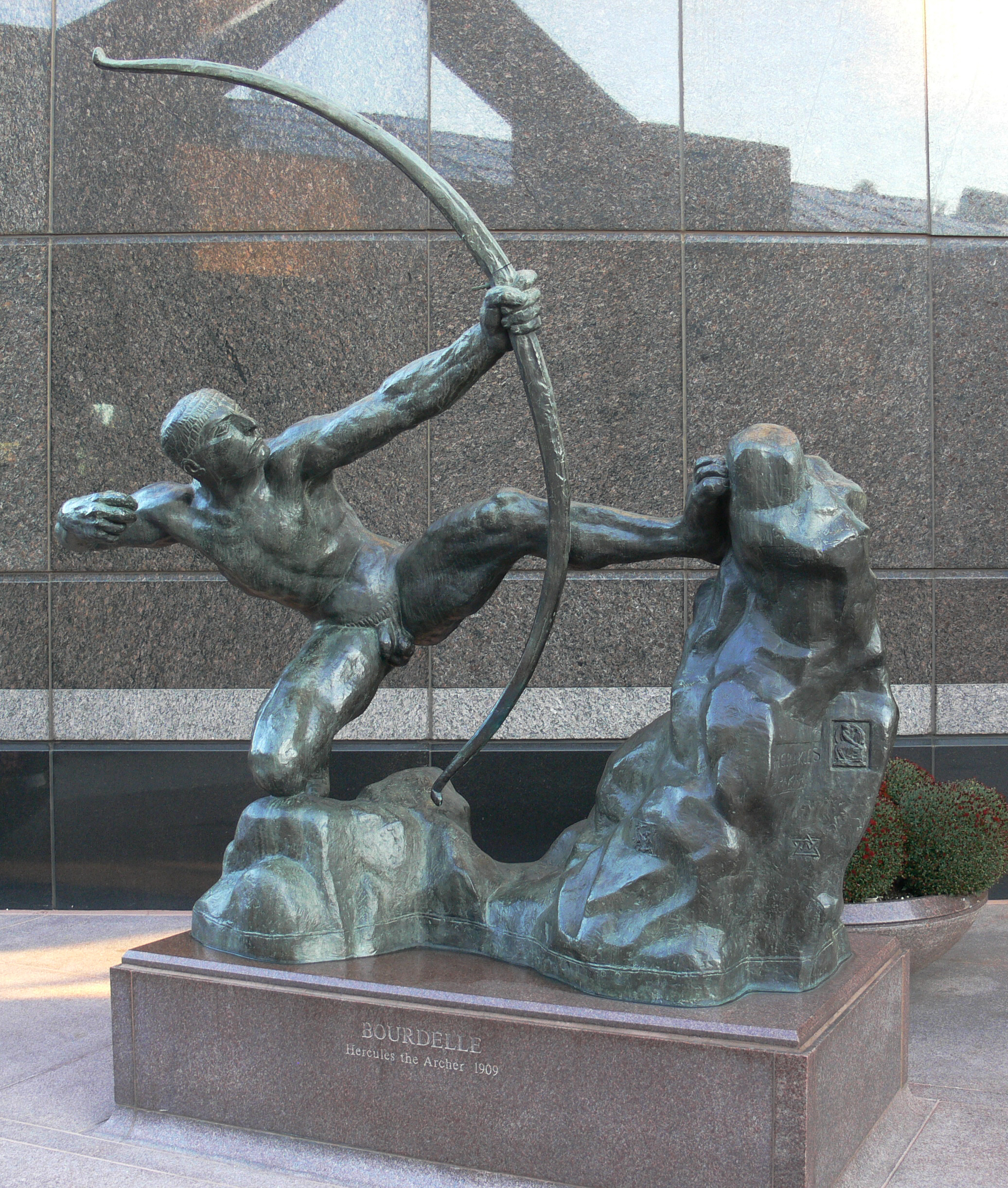
Heracles arquero, jardín de esculturas del Trammell Crow Center, Dallas, Texas